# شخص آخر
شخص اخر هو مسلسل تلفزيوني تركي من إنتاج شركة تيمز أند بي للإنتاج وإخراج نسليهان يشيليورت، وبطولة بوراك دينيز وهاندا إرتشيل.  عرض على قناة FOX في 11 سبتمبر 2023. يتم بثه ايام جمعة 

## ملخص
تدور احداث المسلسل حول شخص يعاني من انفصال الشخصية يصبح دوغان يقتل من تسببو في حرق الميتم الذي عاش فيه وقتل جميع اصحابه وعندما يعود لوعيه ينسى جرائمه ويصبح كنان الصحفي المشهور ثم يقع في الحب مع النائبة العامة التي تتولى قضية جرائم القتل.

## طاقم التمثيل
- هاندي إرتشيل في دور ليلى جيديز
- بوراك دينيز في دور كينان أوزتورك
- جيم دافران في دور توران أوزتورك
- موتاليب مجديسي في دور أكرم جيديز
- جولشين هاتيهان في دور شاهيندي جيديز
- بيرين أريسوي في دور نيفين أوزتورك
- أوغور أوزونيل في دور طاهر غيديز
- بيجوم أكايا في دور ياسمين
- بولين إمري في دور نوراي
- مندريس سامانجيلار في دور إدريس أوستا

## إنتاج

### طاقم
في 23 أغسطس 2023 ، اعلن عن انضمام كل من هاندي إرتشيل في دور المدعية ليلى وبوراك دينيز في دور الصحفي كينان أوزتورك إلى فريق التمثيل الرئيسي، هذا تعاونهم الثاني بعد الحب لا يفهم من الكلام (2016). 

### تطوير
في البداية كان عنوان المسلسل " Iki Yabanci "،  والذي يُعرف باسم " Two Strangers " باللغة الإنجليزية، ثم تغير لاحقًا إلى " Gariban "  في الاخير قرر بعنوان " Bambaşka Biri ". 

## أنظر أيضا
- التلفزيون في تركيا
- قائمة المسلسلات التركية
- الدراما التلفزيونية التركية

## روابط خارجية
- الموقع الرسمي
 (بالتركية)
- شخص آخر على موقع IMDb (الإنجليزية)
- شخص آخر على موقع كينوبويسك (الروسية)
- شخص آخر على موقع قاعدة بيانات الفيلم (الإنجليزية)